# St. Peter und Paul (St. Gallen-Rotmonten)

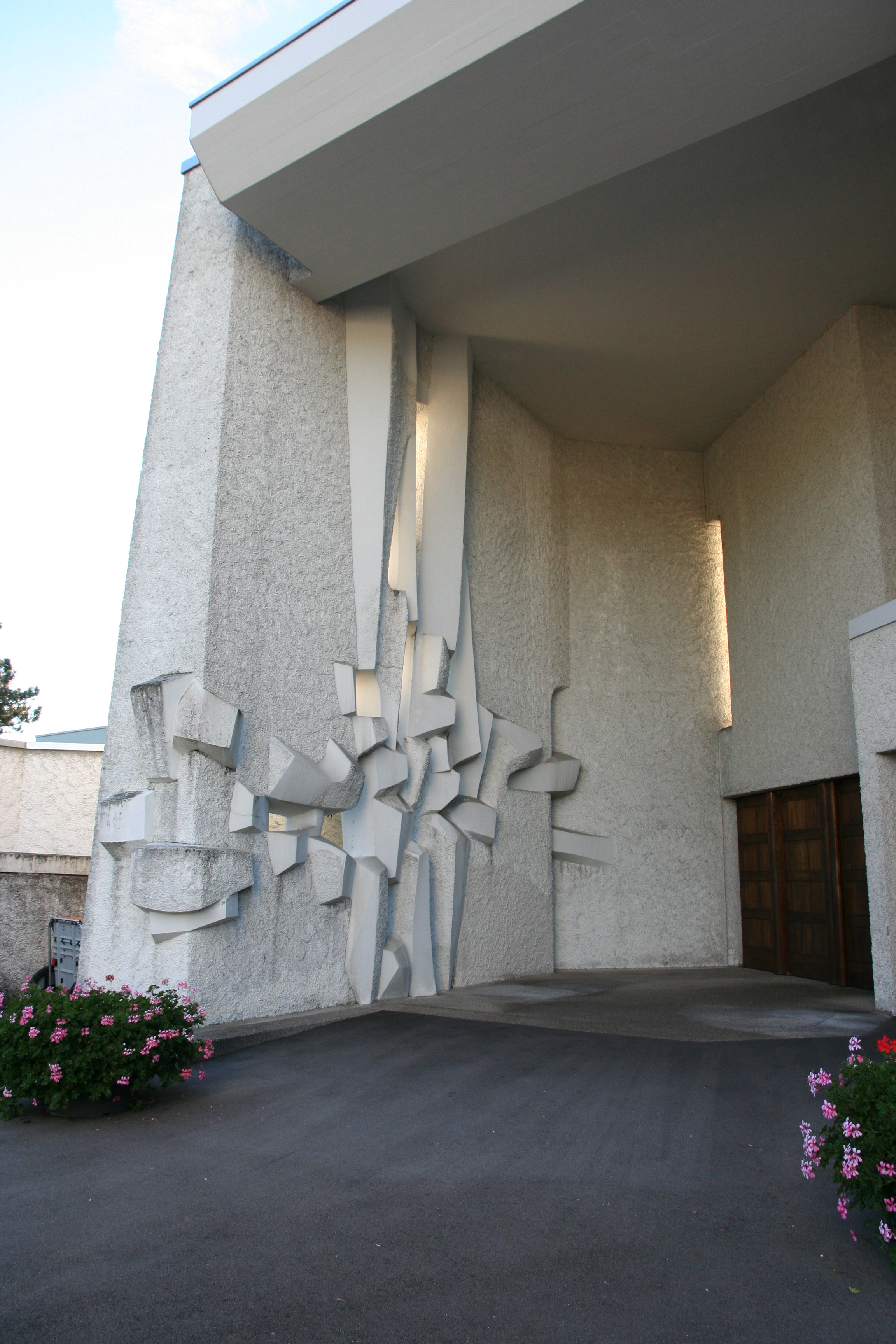
Kirche St. Peter und Paul, Portal

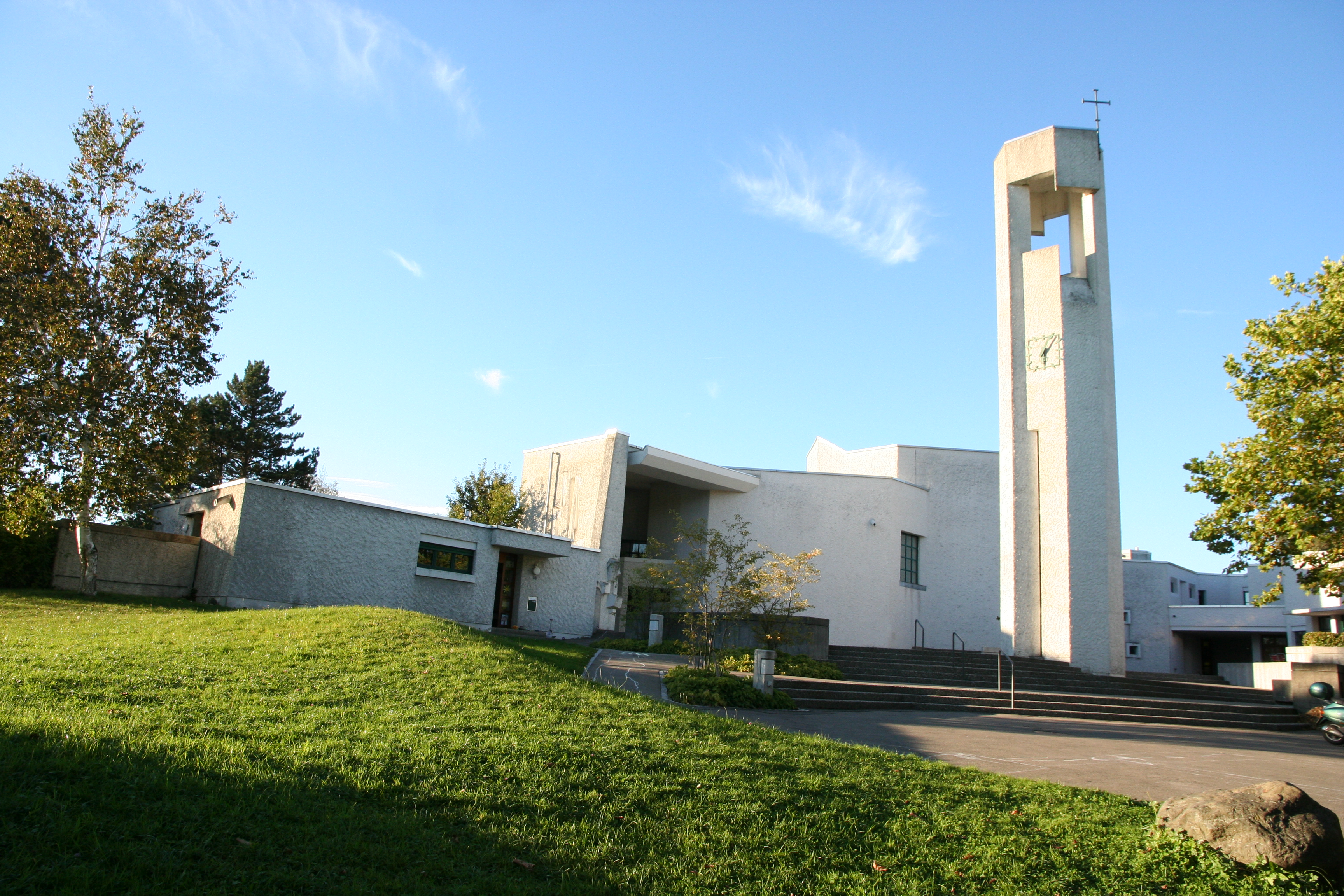
Ansicht von Südwesten

Die Kirche St. Peter und Paul ist die römisch-katholische Kirche von Rotmonten, dem nördlichsten Quartier der Stadt St. Gallen. 

## Geschichte

### Vorgängerkirche und Namensgebung
Erstmals wird Rotmonten als mons rotundus, also als runder Berg, in einer Handschrift des Klosters St. Gallen aus dem 11. Jahrhundert genannt. Ab dem 12. Jahrhundert verändert sich der Name in den Akten des Klosters über rudimont, rodimunt zu Rotmonten. In einem Martyrologium des Codex 342 aus dem 11. Jahrhundert ist die Weihe einer Bergkirche in Rotmonten belegt. Diese Kirche soll am Ende der heutigen Kirchlistrasse beim Wärterhaus vom Wildpark Peter und Paul gestanden haben und den Aposteln Petrus und Paulus geweiht gewesen sein, weshalb die heutige Pfarrkirche die Weihe zu Ehren dieser Heiligen übernahm. Jährlich fand eine Prozession von St. Gallen zur Bergkirche von Rotmonten statt, eine Tradition, welche erst bei der Reformation 1524 endete. Ungesichert ist die Überlieferung, dass der Hl. Gallus bei dieser Kirche eine Einsiedelei gehabt haben soll. Dass jedoch der Hl. Kolumban und seine Gefährten an den Orten, an denen sie sich aufgehalten haben, immer wieder Kirchen gegründet haben, die dem Hl. Petrus und dem Hl. Paulus geweiht waren, ist vielerorts belegt, so auch in Luxeuil, Bobbio sowie in Vermes.
Nach einer Urkunde im Stadtarchiv von St. Gallen wohnte 1303 bei der Kirche eine Klausnerin, die sich nach dem Vorbild der Hl. Walburga hatte in eine Zelle einschliessen lassen. Während der Reformationszeit soll die Kirche als Heuschopf oder Wagenremise gebraucht worden sein. Nach der Rückkehr von Abt Diethelm Blarer von Wartensee nach St. Gallen wurde das Gebäude jedoch wieder zur Kirche umfunktioniert und für katholische Gottesdienste gebraucht. Im Jahr 1771 wurde die baufällig gewordene Kirche abgetragen und als Ersatz 1772 im Espen die Wallfahrtskirche Heiligkreuz errichtet. Die beiden Glocken der alten Bergkirche von Rotmonten wurden in der Wallfahrtskirche bis 1899 weiterverwendet, bevor sie in der Glockengiesserei H. Rüetschi in Aarau eingeschmolzen wurden. Der einzige erhalten gebliebene Gegenstand aus der alten Bergkirche von Rotmonten ist das kupfervergoldete, spätgotische Vortragekreuz, das heute in der Dreifaltigkeitskirche Heiligkreuz aufbewahrt wird. Eine Kopie dieses Kreuzes wird in der Kirche St Peter und Paul Rotmonten aufbewahrt.

### Entstehungs- und Baugeschichte
Seit den 1920er Jahren bestand der Wunsch der Bevölkerung von Rotmonten, eine eigene Pfarrei samt Kirche zu erhalten. Die Weltwirtschaftskrise und der Zweite Weltkrieg verunmöglichten jedoch, das zu realisieren. Erst am 22. Juni 1962 fand die Gründungsversammlung des Kirchenbauvereins von Rotmonten statt. 1964 erfolgte ein Projektwettbewerb, den die Architekten Oscar Müller und Mario Facincani gewannen. Am 19. September 1966 wurde der Bau der Kirche samt Pfarreizentrum von der Kirchgemeinde gutgeheissen. Am 19. August 1967 fand der erste Spatenstich auf dem Gelände an der Waldgutstrasse statt und am 23. März 1968 vollzog Bischof Josephus Hasler die Grundsteinlegung. Die Weihe der Kirche St. Peter und Paul fand am 28. Juni 1969, dem Festtag der Kirchenpatrone, statt. Am folgenden Tag wurde der Pfarrer von St. Peter und Paul durch den Bischof von St. Gallen in sein Amt eingesetzt.

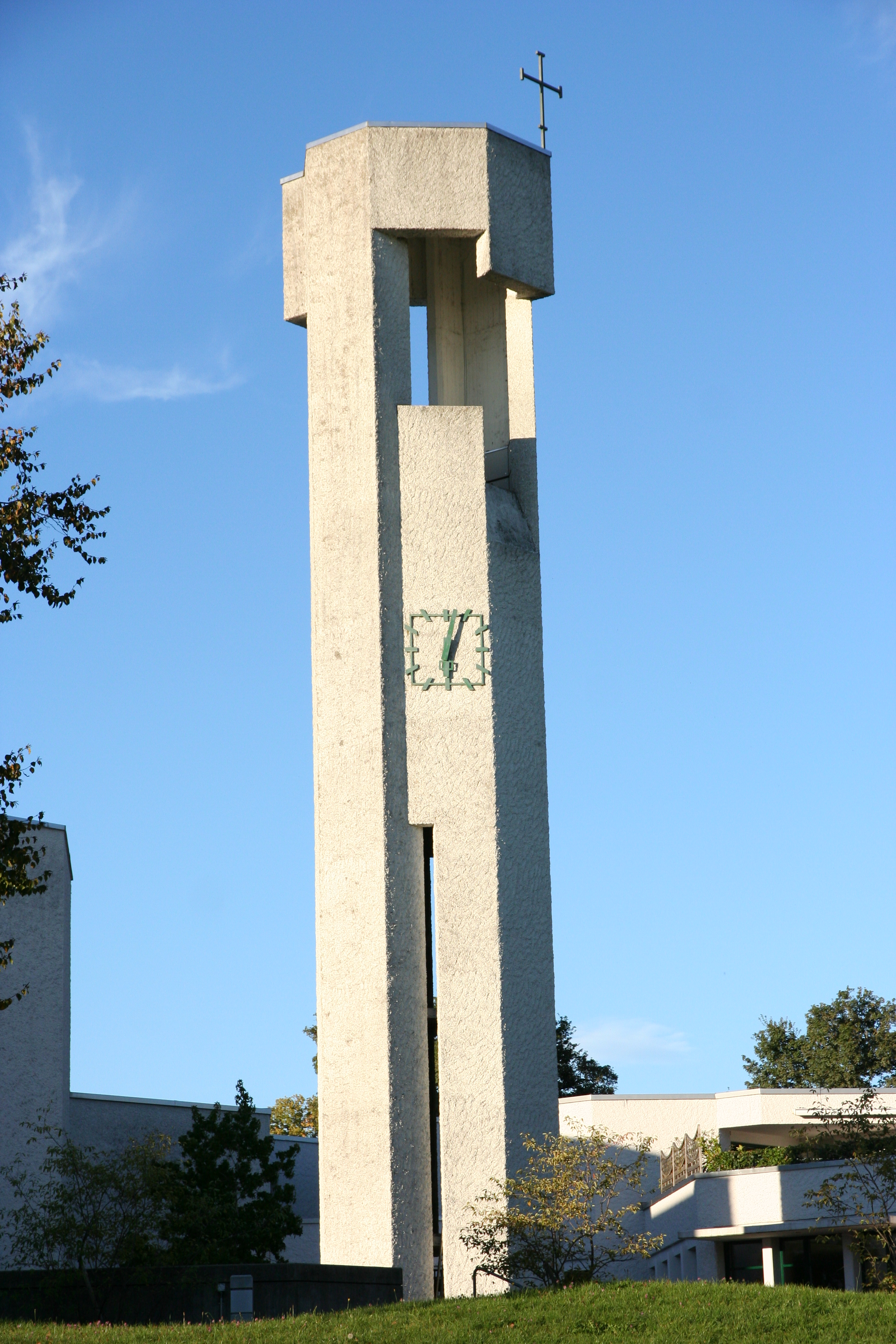
Kirchturm

## Baubeschreibung

### Äusseres und Glocken
Die Kirche St. Peter und Paul samt Pfarreizentrum befindet sich an der Waldgutstrasse 16 auf freier Fläche in unmittelbarer Nachbarschaft des Primarschulhauses und des Weiterbildungszentrums Holzweid der Hochschule St. Gallen. Die Architekten Oscar Müller und Mario Facincani gestalteten das Ensemble von Kirche und Pfarreizentrum als polygonale Bauten, die sich um einen leicht erhöhten Vorplatz gruppieren, zu dem Wege von verschiedenen Seiten hinzuführen. Der Kirchturm steht frei neben der Kirche und besitzt ein vierstimmiges Geläut. Seit Juni 1989 befindet sich auf einer Wiesenkuppe neben dem Kirchturm eine Skulptur von Andreas Hug, einem Schüler von Fredy Thalmann, der die plastischen Werke der Kirche 1969 gestaltet hatte. Die Plastik Hugs soll an eine steinerne Pflanze erinnern, die aus der Erde und dem quadratischen Grundstein herauswächst. Symbolhaft steht die Plastik für das Wachsen des Menschen aus dem Irdischen ins Göttliche hinein.
Emil Eschmann goss das vierstimmige Geläut der Kirche St. Peter und Paul. Die Glockenweihe fand an Fronleichnam, dem 5. Juni 1969 statt. Am folgenden Tag wurden die Glocken durch die Schuljugend in den Turm aufgezogen.

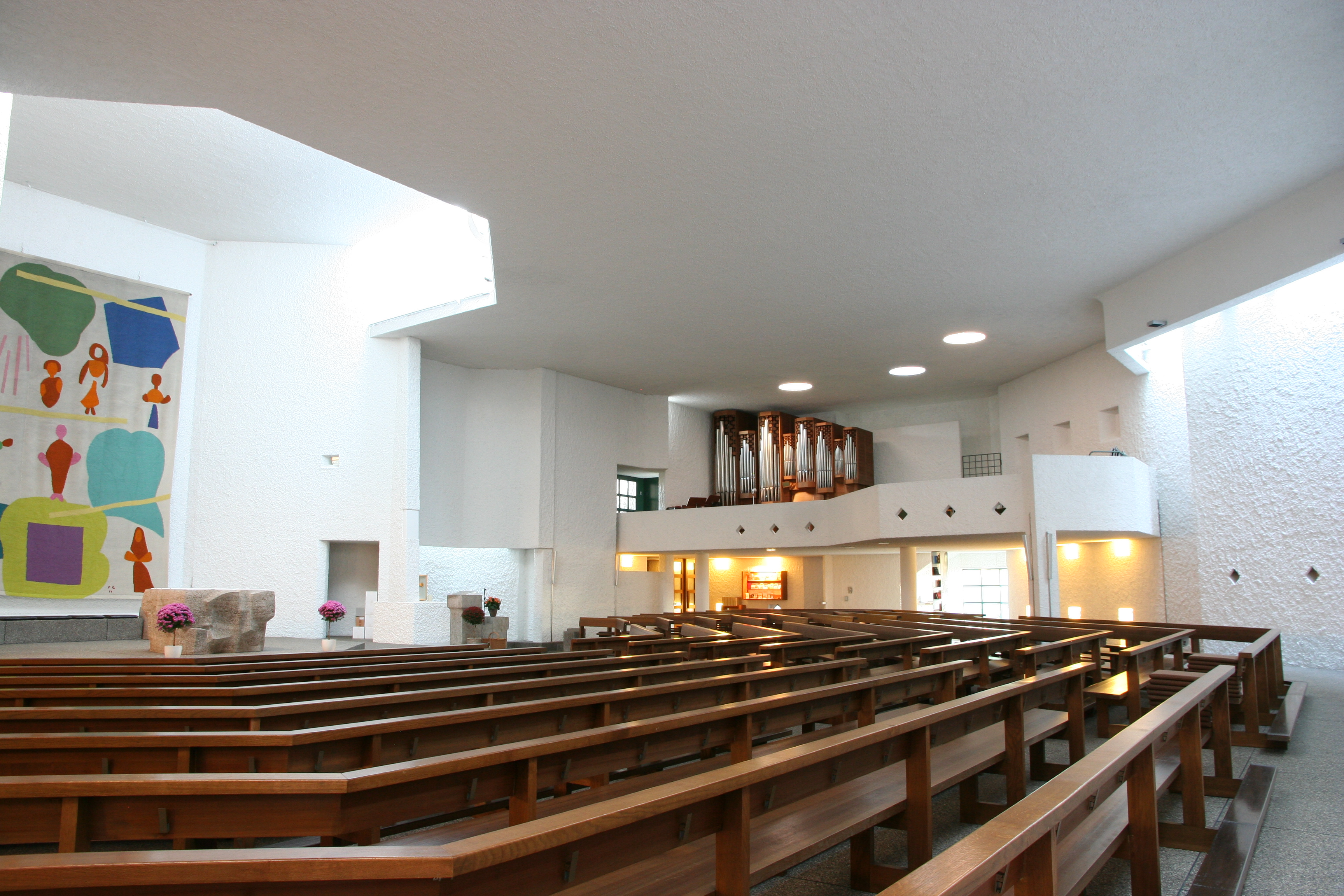
Innenansicht

| Nummer | Gewicht | Ton | Widmung            | Inschrift                                                     |
| ------ | ------- | --- | ------------------ | ------------------------------------------------------------- |
| 1      | 1200 kg | e   | St. Peter und Paul | Du hast sie erkoren zu Fürsten über die ganze Erde, Psalm 44. |
| 2      | 700 kg  | g   | Muttergottes       | Gegrüsst seist Du, Maria, voller Gnaden.                      |
| 3      | 500 kg  | a   | St. Gallus         | Heiliger Gallus, Bote des Glaubens.                           |
| 4      | 300 kg  | h   | Schutzengel        | Preiset den Herrn, ihr alle seine Engel, Psalm 102.           |

### Innenraum und künstlerische Ausstattung
In Anlehnung an Le Corbusiers Kirche Notre-Dame-du-Haut in Ronchamp besteht die Kirche St. Peter und Paul aus mehreren einander gefügten Baukörpern, deren Formen auch von aussen gut sichtbar sind. Unter einem überhöhten Baldachin hindurch gelangt der Besucher an einer Wandplastik vorbei, die von Fredy Thalberg gestaltet wurde und den Titel Osterfeuer trägt, ins Innere der Kirche. Im Gegensatz zur Mehrheit der in St. Gallen und Umgebung errichteten Kirchen ist jene von St. Peter und Paul keine Wegkirche mehr, sondern in der Folge des Zweiten Vatikanums und seiner Liturgiereform als Versammlungsraum gestaltet, dessen 450 Sitzplätze sich im Halbkreis um den geosteten Altarbereich gruppieren. Um die Einheit von Priester und Gemeinde zu verdeutlichen, ist der Altarraum von den Sitzplätzen der Gläubigen lediglich durch drei niedere Stufen abgehoben. Die Decke über dem Altarraum dagegen überragt den Deckenabschluss des Hauptraumes und verweist dadurch auf die Transzendenz, was zusätzlich durch die indirekte Lichtführung, welche viel Tageslicht in den Chorraum einlässt, unterstrichen wird. 
Der Altar, der Ambo, die Priestersedien sowie der Taufstein wurden vom Bildhauer Fredy Thalmann geschaffen. Im Altar sind Reliquien der Hl. Märtyrer Livinus, Valentinus und Columbus eingelassen. Die Farbfenster und der Wandteppich im Chorraum wurden von Ferdinand Gehr gestaltet. Franziska Gehr, dessen Tochter, führte den Wandteppich in den Jahren 1973–1974 aus. Er ist in drei Ebenen gegliedert und zeigt in seinem Schnittpunkt Jesus Christus, dessen Leib die gleiche braune Erdfarbe wie die anderen auf dem Teppich dargestellten Menschen zeigt. Als Urbild des Menschen steht er in Beziehung zu Gott und stellt die Verbindung zwischen der göttlichen und der irdischen Sphäre dar. Die Farben Grün und Blau repräsentieren die irdische Dimension, während die gelben Linien, welche den Wandteppich durchziehen, auf die Gegenwart Gottes in der Welt verweisen.
Der nördliche Bereich des Gottesdienstraumes wurde in der Folge des 25 Jahr-Jubiläums der Kirche in den Jahren 1989–1990 als Werktagskapelle und Meditationsraum umgestaltet. Ausgerichtet ist dieser Bereich der Kirche auf den Tabernakel von Josef Tannheimer. Ähnlich wie der Tabernakel in der Kirche St. Felix und Regula Wattwil ist auch derjenige von St. Peter und Paul in einer polygonalen, von der Decke herabschwebenden Säule aufgestellt, durch die das Tageslicht auf ihn herabfällt. Das Gehäuse des Tabernakels ist mit etwa 360 Halbedel- und Edelsteinen bestückt, welche die Stimmungen im Jahres- und Lebenslauf symbolisieren sollen.

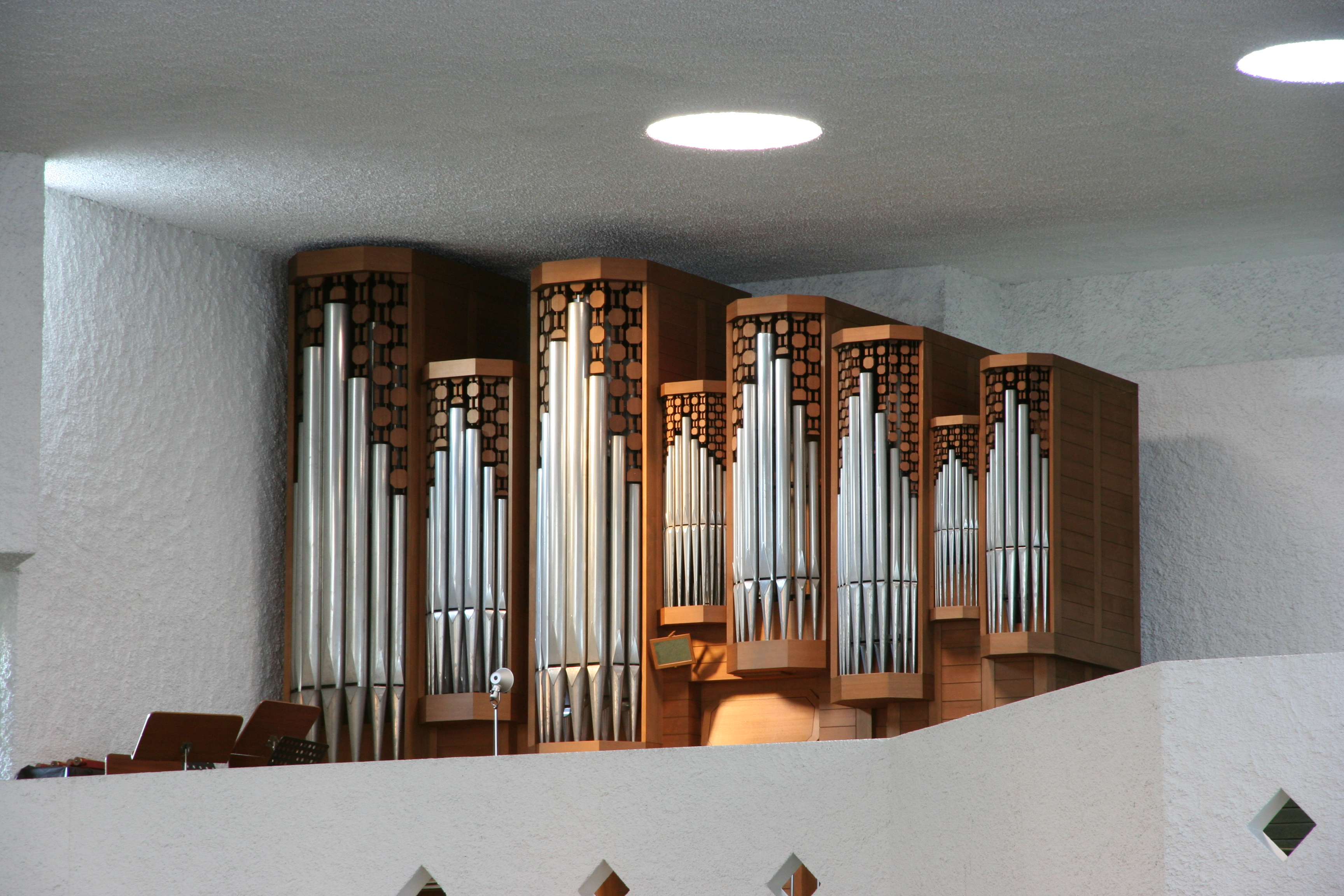
Späth-Orgel von 1978

### Orgel
Im Jahr 1978 erbaute die Firma Späth Orgelbau, Rapperswil, das Instrument für die Kirche St. Peter und Paul. Die Orgel verfügt über 20 Register, verteilt auf 2 Manuale und Pedal. Im Jahr 1995 erfolgte eine Revision durch die Erbauerfirma. Es wurden hierbei klangliche Anpassungen vorgenommen.
| I Hauptwerk C–g3 |       |
| Praestant        | 8′    |
| Spitzflöte       | 8′    |
| Oktave           | 4′    |
| Koppelflöte      | 4′    |
| Quinte           | 2 ⁄3′ |
| Superoktave      | 2′    |
| Mixtur IV        | 1 ⁄3′ |
| Trompete         | 8′    |

| II Positiv C–g3 |                |
| Holzgedackt     | 8′             |
| Violflöte       | 8′             |
| Praestant       | 4′             |
| Rohrflöte       | 4′             |
| Blockflöte      | 2′             |
| Sesquialter     | 2 ⁄3′ + 1 3⁄5′ |
| Cymbel II       | 2⁄3′           |
| Holzregal       | 8′             |

| Pedal C–f1 |     |
| Subbass    | 16′ |
| Flötbass   | 8′  |
| Fagott     | 16′ |
| Trompete   | 8′  |

- Koppeln: II/I, I/P, II/P
- mechanische Setzeranlage